# Saint-Christophe-des-Bardes
 Saint-Christophe-des-Bardes  là một xã thuộc tỉnh Gironde trong vùng Aquitaine tây nam nước Pháp. Xã này nằm ở khu vực có độ cao trung bình 100 mét trên mực nước biển.